# Accord de cessez-le-feu de Lusaka

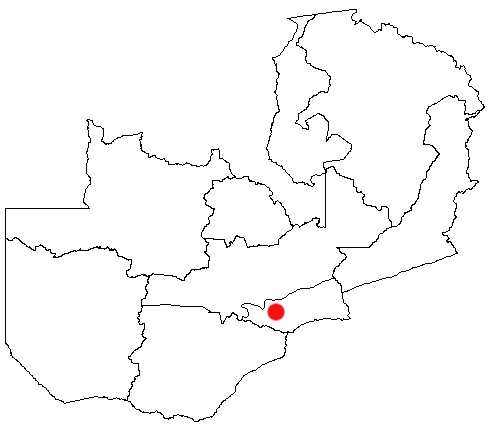
Localisation de Lusaka en Zambie.

 (juin 2017).
Si vous disposez d'ouvrages ou d'articles de référence ou si vous connaissez des sites web de qualité traitant du thème abordé ici, merci de compléter l'article en donnant les références utiles à sa vérifiabilité et en les liant à la section « Notes et références ».
L'accord de cessez-le-feu de Lusaka est un accord signé à Lusaka, en Zambie, le 10 juillet 1999 par l'Angola, la République démocratique du Congo, la Namibie, le Rwanda, l'Ouganda et le Zimbabwe, dans l'optique de mettre fin à la deuxième guerre du Congo. Il a ensuite été signé par Jean-Pierre Bemba du Mouvement de libération du Congo, le 1er août 1999, et par 50 membres fondateurs du Rassemblement congolais pour la démocratie, le 31 août 1999.
L'Organisation de l'unité africaine, l'ONU et la Communauté pour le développement de l'Afrique australe en furent médiateurs et témoins.

## Négociation
Des représentants des trois communautés médiatrices préparèrent le texte de l'accord du 21 au 27 juin 1999. Les ministres de la Défense et des Affaires étrangères des parties au conflit se rencontrèrent ensuite du 29 juin au 7 juillet pour discuter de l'accord. Le président zambien Frederick Chiluba joua un rôle majeur dans la signature de l'accord, en tant que président de l'Initiative régionale pour la paix en république démocratique du Congo.

## Termes de l'accord
Les parties convinrent de mettre un terme aux opérations militaires dans les 24 heures suivant la signature de l'accord. L'article I interdit tout mouvement militaire et transfert d'armes vers le champ de bataille et appelle toutes les nations à respecter les droits humains et à protéger les civils. L'article III ordonne la libération de tous les prisonniers de guerre, donna au Comité international de la Croix rouge la tâche de prêter secours aux blessés et requis le déploiement d'une force de maintien de la paix des Nations unies sur la base du chapitre VII de la Charte des Nations unies. Il était également prévu que l'OUA établisse une force temporaire de maintien de la paix en attendant l'arrivée de la mission onusienne. Mwesiga Laurent Baregu et Chris Landsberg, de l'International Peace Academy, critiquèrent cette disposition en 2003, alléguant que cela dépassait les capacités de l'OUA et que la CDAA aurait été plus à même d'endosser cette tâche.

## Mise en œuvre
Le 15 juillet 1999, le Secrétaire général des Nations unies publia un rapport recommandant le déploiement d'une mission d'observation en RDC. Le Département d'État des États-Unis annonça son soutien à une mission de maintien de la paix le 23 juillet. Le 6 août, le Conseil de sécurité des Nations unies adopta la Résolution 1258, prévoyant le déploiement de personnel de liaison militaire dans les capitales des signataires de l'accord et l'établissement d'une commission militaire mixte pour superviser sa mise en œuvre. Le 5 novembre, le Conseil de sécurité établit la Mission de l'Organisation des Nations unies en république démocratique du Congo dans la résolution 1273.
Cependant, le cessez-le-feu ne fut pas appliqué et les combats et massacres se poursuivirent jusqu'en 2002. En 2015, des groupes rebelles non signataires étaient toujours actifs dans l'Est du pays, notamment au Nord-Kivu, au Sud-Kivu et en Ituri.